# Tibet
Tibet (tibeti:བོད Wylie:Bod; IPA: pʰø̀; ) hegyvidéki és fennsíki terület Belső-Ázsiában, a tibeti nép otthona. Az átlagosan 4900 méter tengerszint feletti magassággal a Föld legmagasabban fekvő területe, amelyet az utóbbi néhány évtizedben a „világ teteje”-ként szokás emlegetni. Amikor még Tibet kevésbé volt reflektorfényben, a „világ teteje” kifejezést a Pamír-hegységre alkalmazták.
A tibeti nyelven a nép illetve az ország neve Bod. A „tibeti” elnevezés az arab nyelvből származik: tibat, töböd, tibet stb. Az arabok ugyanis először Felső-Tibettel (Töböd) kerültek kapcsolatba, s így terjesztették ki az elnevezést a teljes népre illetve országukra.
Tibet valaha független volt, több különböző királyságra osztva, egy része pedig ideiglenesen Kínához tartozott. Napjainkban a terület zöme a Kínai Népköztársaság része (Tibeti Autonóm Terület néven), egy kis részét pedig a kínai kormány és néhány másik ország, valamint szakmai és civil szervezetek szerint India ellenőrzi. A Kínai Népköztársaság kormánya és a Központi Tibeti Adminisztráció jelenleg sem ért egyet abban, hogy amikor Tibet Kína részévé vált, a terület bekebelezése mennyire volt törvényes a nemzetközi jog szerint. Mivel az, hogy mi minősül tibeti területnek, jelenleg komoly vita tárgya (lásd a térképet jobb oldalon), ezért sem a méretét, sem a népességét nem könnyű meghatározni, ugyanis a különféle szervezetek másként definiálják a tibeti régió területeit. Ráadásul a Tibet jó részét bitorló Kína a Tibeti Autonóm Terület részének tekint olyan területeket is, amelyeket nem ellenőriz. Jelenlegi területének egy részére India is igényt tartana. A száműzött tibeti kormány, a Központi Tibeti Adminisztráció szerint is tartoztak a történelmi Tibethez a jelenlegi kínai tartományon kívüli területek is.
Tibet egyesülése elsőként Szongcen Gampo ideje alatt valósult meg a 7. században. A dalai lámák – Tibet spirituális vezetőinek kormányzata – névlegesen uralták a tibeti régió nagy részét különböző időkben, kezdve az 1640-es évektől egészen a Kínai Népköztársaságba való integrálásáig az 1950-es években. Ez idő nagy része alatt a tibeti adminisztráció a Csing-dinasztia által uralt kínai birodalomnak volt alárendelve. A Csing-dinasztia bukása után a 13. dalai láma 1913-ban kinyilatkoztatta Tibet függetlenségét, azonban más országok nem ismerték el független nemzetnek. A régensek hatalmáról érdemes tudni, hogy a tizennégy dalai lámából ténylegesen csak három uralkodott Tibetben; az 1751 és 1960 közötti időszak csaknem 77%-ában régensek uralkodtak. Közép- és Nyugat-Tibet (a tibeti területet a dalai láma uralta) 1950-ben került a kommunista Kína birtokába, miután döntő katonai győzelmet arattak Csamdóban. A 14. dalai láma Indiába 1959-ben menekült, a Tibeti Autonóm Területet 1965-ben hozták létre.

Tibet leírva Tibeti és Kínai írással

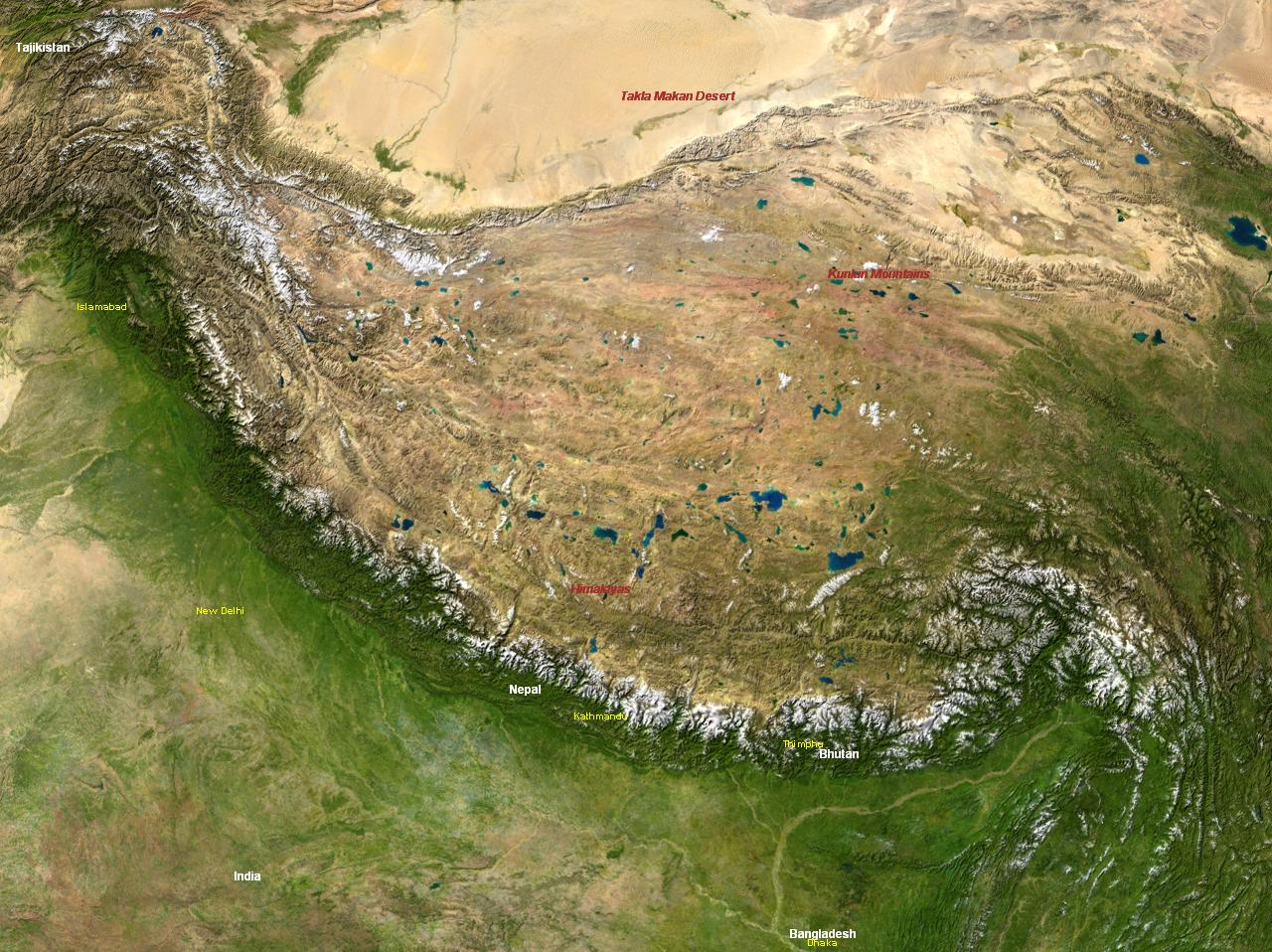
Műholdas kép a régióról

## Nyelv
A tibeti nyelvet a Pamírtól kiinduló Himalája és Tien-san hegyvonulatai által körülzárt Tibeti-fennsíkon beszélik. Annak ellenére, hogy óriási területről van szó, a zord időjárás és a természeti körülmények miatt csak mintegy 5-6 millió ember él itt, akiknek ez az anyanyelve. A tibeti nép túlnyomó része a Kínai Népköztársaságban él, azon belül is a Tibeti Autonóm Területen, ahol a lakosság 90%-át teszi ki. Élnek még továbbá a nyugati tartományokban (Szecsuan és Csinghaj), ahol keverednek a kínai és egyéb nemzetiségekkel. Kisebb részük a Himalája hegyvidékén, Indiában, Kasmír állam keleti részein, és a majdnem teljesen tibeti lakosságú Szikkimben és Bhutánban lakik, néhány törzs pedig Kelet-Nepálban.

## Földrajza

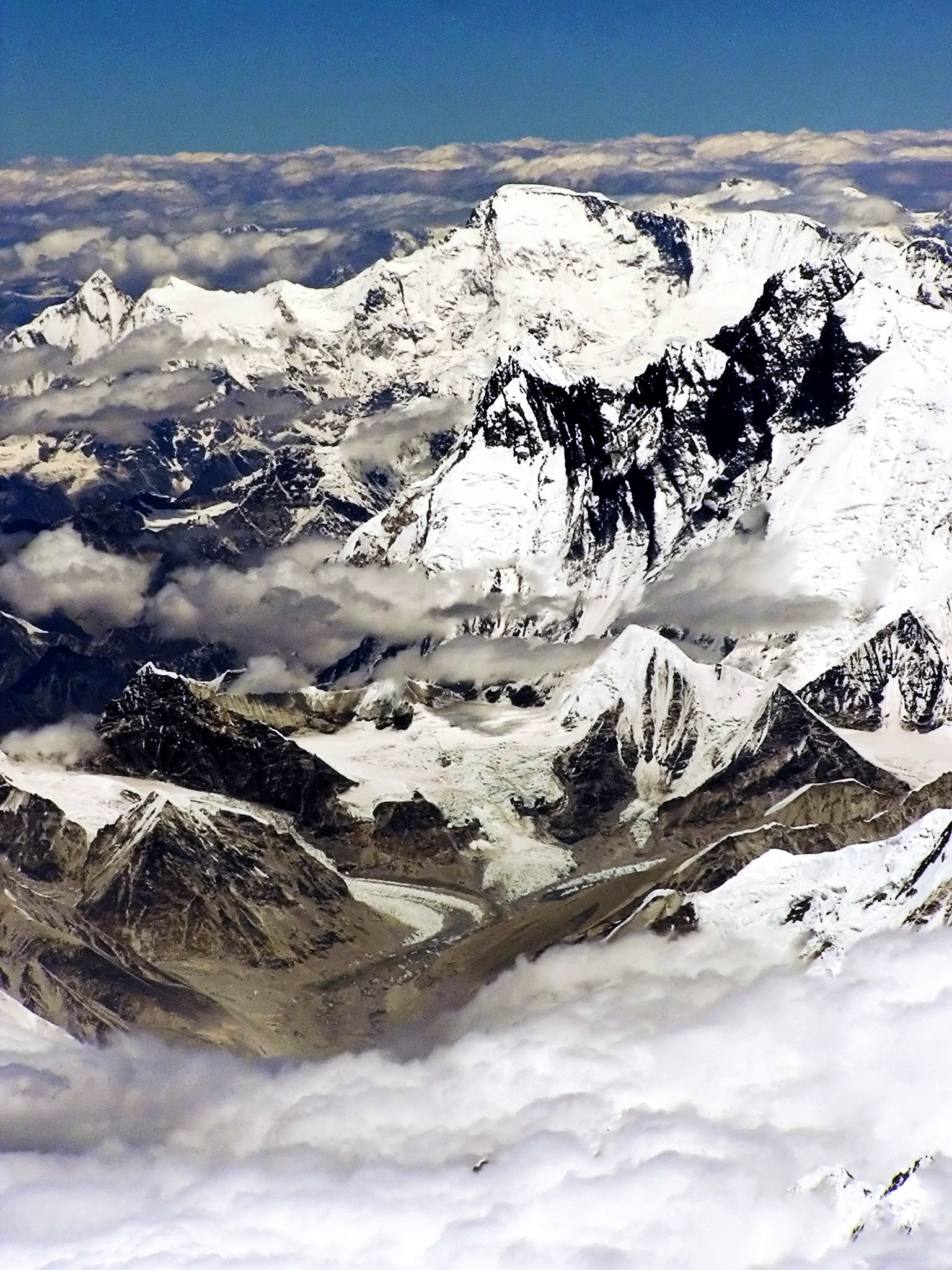
A Himalája a Tibeti-fennsík déli peremén

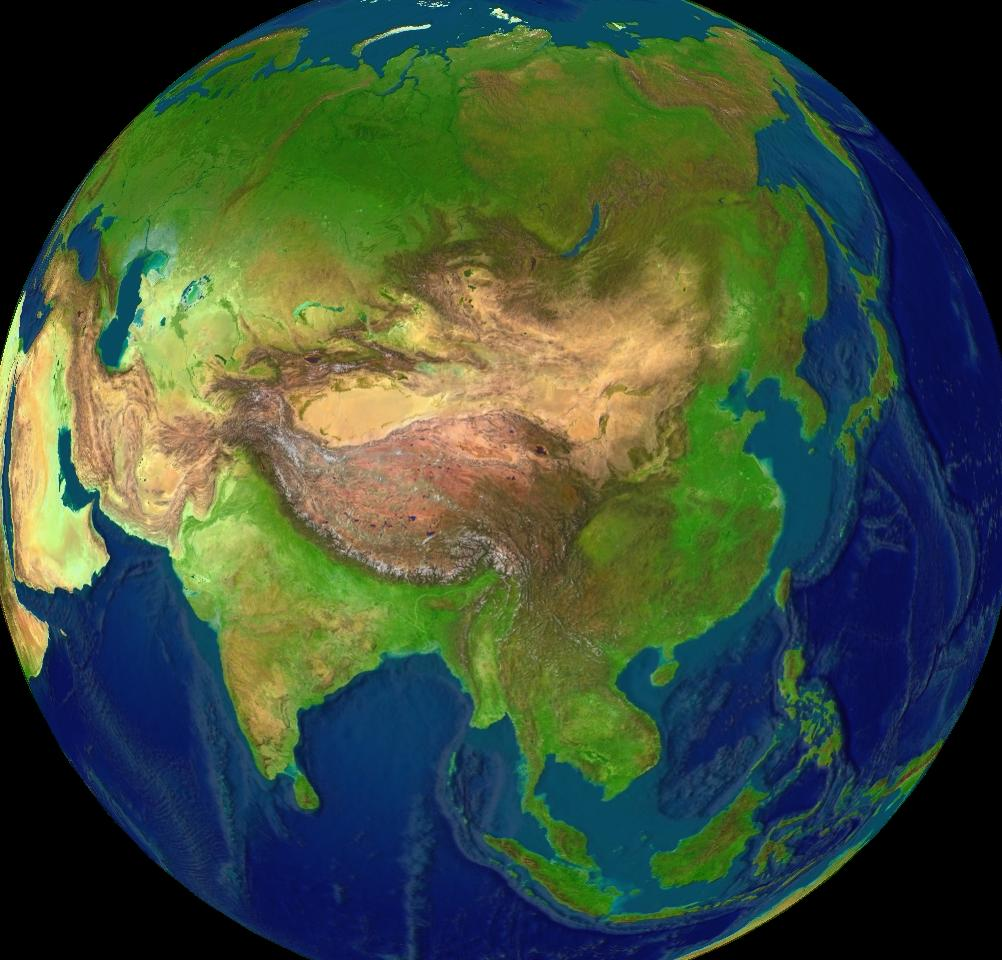
Magas fennsíkja miatt Tibetet gyakran nevezik a „világ tetejének” is

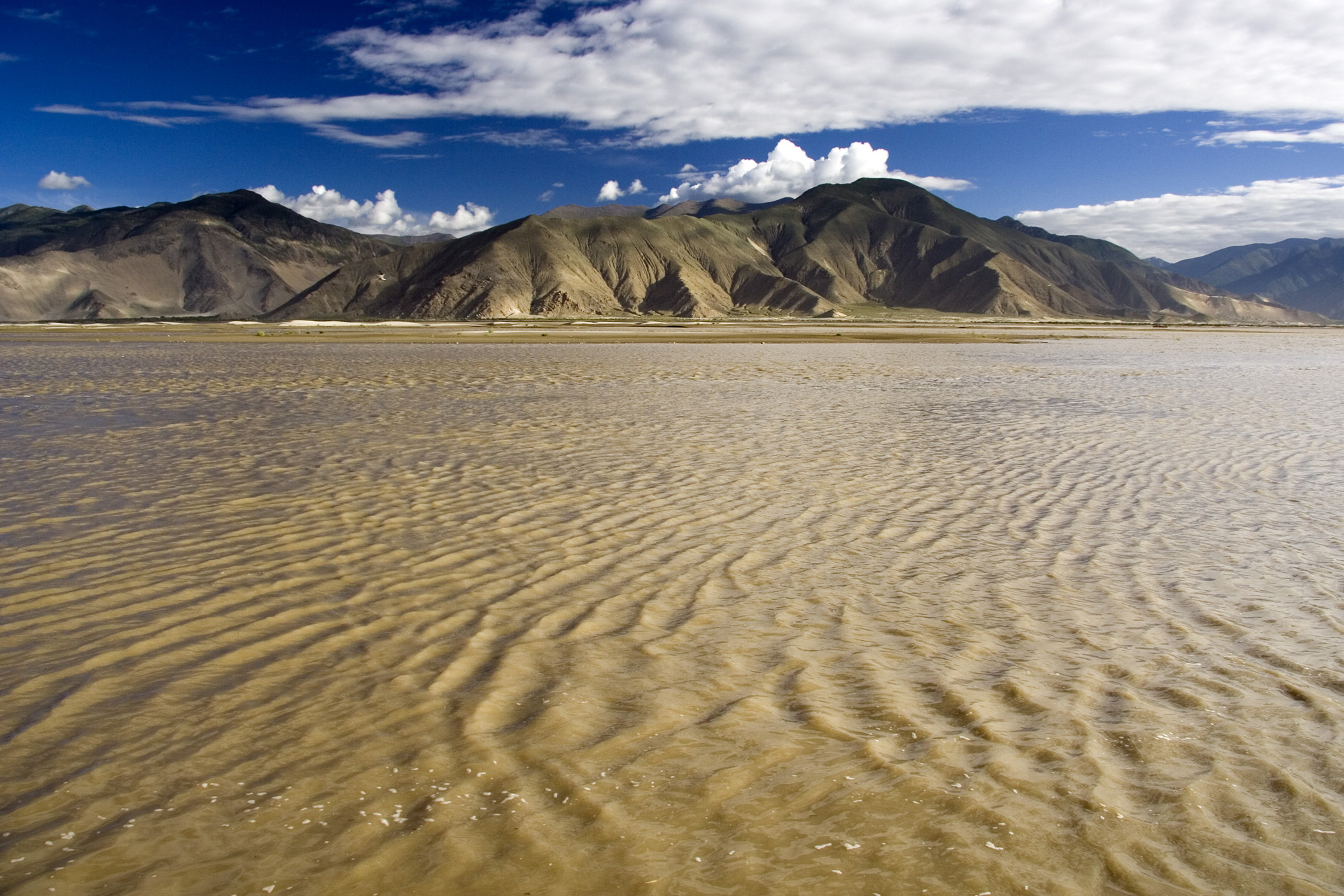
A Jarlung Cangpo-folyó

A Tibeti Autonóm Terület a Kína belső-ázsiai területén fekvő Tibeti-fennsík és az azt övező hegyvidékek földrajzi leírását foglalja magába. Tibet földrajzi fogalma nem egyértelmű. A legtágabb értelemben vett Tibet (kínaiul Hszicang (Xizang), más néven Csinghaj (Qjnghai)-tibeti-fennsík (kínai: 青藏高原) 2,3 millió négyzetkilométeren fekszik, nyugat-keleti irányban a Pamírtól a Szecsuáni-medencéig, észak-déli irányban a Tarim-medencétől a Himalájáig terjed. A Föld legnagyobb átlagmagasságú területe: kelet-nyugati csapású, 5000-6000 méteres, helyenként a 8000 métert is megközelítő hegyláncai között 3000–4500 m magasan fekvő medencék vannak. A szűkebb értelemben vett Tibet, a tulajdonképpeni Tibeti-fennsík ennek csak a Kunlun és a Transzhimalája közötti része.
Tibetben található a világ néhány legmagasabb csúcsa, amelyből pár a legmagasabb tíz között szerepel. A Csomolungma a Nepállal közös határon emelkedik, és 8848 méteres magasságával a világ legmagasabb hegycsúcsa. Több fontos folyó ered a Tibeti-fennsíkról (elsősorban a mai Csinghaj (Qjnghai) tartomány területén). Ezek közé tartozik a Jangce, a Sárga-folyó, az Indus, a Mekong, a Gangesz, a Szalvin folyó és a Jarlung Cangpo (Brahmaputra). A Jarlung Cangpo szurdok a világ egyik legmélyebb és leghosszabb szurdoka.
Tibetet Ázsia víztornyának is nevezik, és Kína rengeteg pénzt fektet be különböző vizes projektekbe Tibet területén. Az Indus és a Brahmaputra folyók egy tóból erednek (tibeti: Co Mapham) Tibet nyugati részén, a Kajlás-hegy közelében, amely fontos zarándokhely mint a hindu, mind a tibeti buddhisták számára. A hinduk szerint Siva lakhelye, a tibetiek úgy nevezik, hogy Khang rinpocse.
Tibetben számtalan magasan fekvő tó található, amelyet tibetiül úgy neveznek, hogy co. Ezek közé tartozik többek között a Csinghaj-tó, a Manaszarovar-tó, a Jamdok-tó, a Lhamo La-co és a Raksasztal-tó. A Csinghaj-tó (Koko Nor) egyben Kína legnagyobb tavának is számít.
Az esőárnyék jelenség eredményeképpen a légkör az év kilenc hónapjában nagyon száraz, és az éves hómennyiség mindössze 18 cm. A nyugati hágók évente igen kevés friss havat kapnak, így egész évben járhatóak maradnak. Ezeken a nyugati területeken a hőmérséklet mindenhol jellemző, és a sivár pusztaságot csupán néhány bokor töri meg. A hatalmas, üres pusztaságokon nagy erejű szelek söpörnek végig. Az indiai monszun némi hatást gyakorol Tibet keleti részén. Tibet északi részén nyáron akár egész magas is lehet a hőmérséklet, a tél azonban itt is nagyon hideg.

## Történelem

### Korai történelem

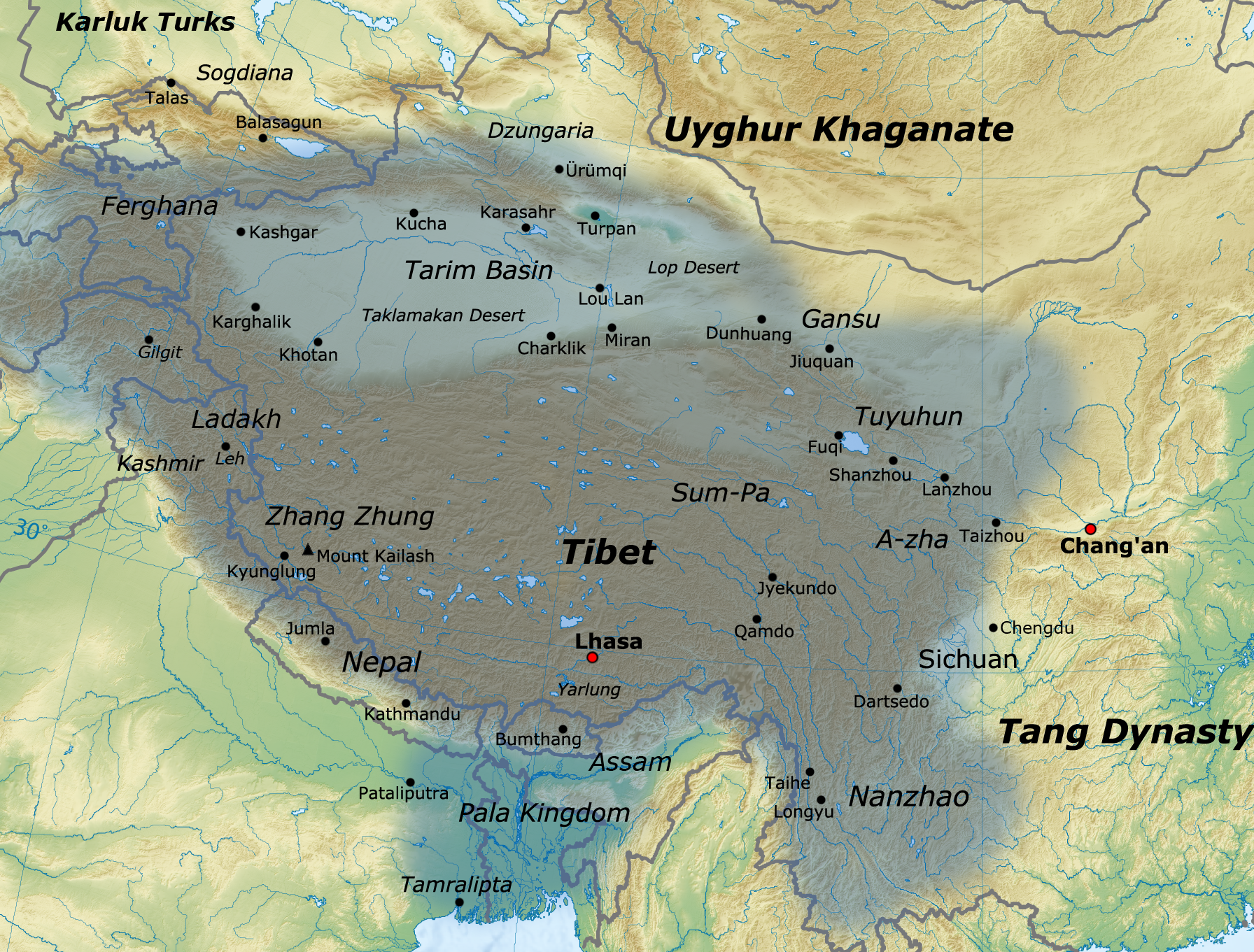
A Tibeti Birodalom legnagyobb kiterjedése 780-as és 790-es években.

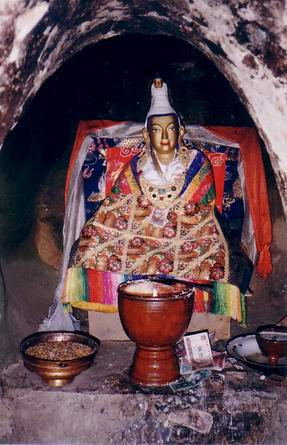
Szongcen Gampo szobra egy imafülkében

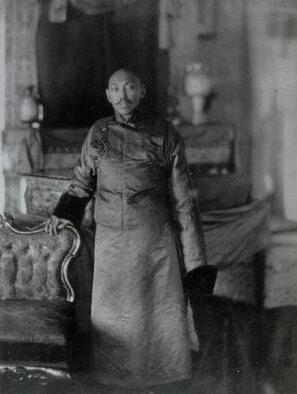
A 13. dalai láma, Tubten Gyaco

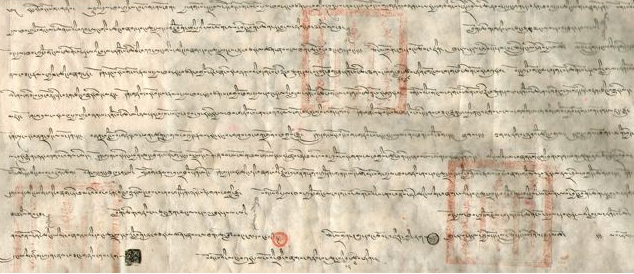
A Mongólia és Tibet barátsági és szövetségi szerződésének egyik példánya

A proto-tibeti-burmai nyelveket beszélő népek az i. e. 40. század előtt válhattak el a kínai nép őseitől, amikor az utóbbiak a Jangce völgyében megkezdték a rizstermelést, az előbbiek pedig továbbra is a nomád életmód mellett tartottak ki. A tibeti és a burmai népek és nyelvek elválása i. e. 500 körülre tehető.
A kínai hagyomány szerint a tibetiek Kr. e. 2200 körül elvándorolt, a Hunanban lakó, régi San Miao nép leszármazottai. Más elképzelések Belső-Ázsiából kivándorolt népcsoportokból eredeztetik őket.
Az első tibeti írásos beszámolók i. e. 313-ban keletkeztek. Hiteles történeti leírások azonban i. sz. 629-ből származnak és Tibet első történelmi királyához, a „tankirálynak” is nevezett Szongcen Gampo nevéhez köthetők.
Az őt követő királyok alatt Tibet regionális nagyhatalommá vált: beolvasztotta a Kuku-nor-tó környékét, a Tarim-medence megszállásával pedig egy évszázadra tibeti fennhatóság alá került a Selyemútnak egy terjedelmes része is. Az észak és kelet felé terjeszkedő tibeti nagyhatalom azonban keleten kínai érdekszférákat sértett. A 690-es évektől hosszan tartó háborúskodás vette kezdetét, amelynek eredményeképpen a tibeti-karluk-abbászida katonai szövetség a híres Talasz-menti csatában (751) megállította a kínaiak nyugati irányú terjeszkedését, sőt 763-ban, a Kínában fennálló polgárháborús helyzetet kiaknázva, a tibeti hadsereg Csangant, Kína akkori fővárosát is elfoglalta.
A tibeti dominancia a két ország viszonylatában azonban hamar véget ért. Glang-dar-ma király (836-842) halála után a tibeti birodalom egészen rövid idő alatt apró hercegségek tucatjaira esett szét. A 822-ben kötött tibeti-kínai béke azonban hosszú időre normalizálta a helyzetet. Később, a 13. század zavaros belső-ázsiai viszonyai nem is tették lehetővé a kínai beavatkozást, az erősödő mongol hatalom ugyanis hamar kiterjesztette a fennhatóságát mindkét államra.
A mongol-tibeti kapcsolat rövidesen konszolidálódott, és a sztyeppei mongolok nemsokára a tibeti kultúra hatása alá kerültek. Ennek jeleként tibeti szerzetesek tucatjai térítették buddhista vallásra a mongol törzseket, egyfajta patrónusviszony alakult ki közöttük: a mindenkori mongol kán biztosította katonáival a rendet az országban, a mongolok egyházi vezetője pedig tibeti volt. Tulajdonképpen mongol megszállásról a szó klasszikus értelmében nem beszélhetünk, hiszen amíg a mongol kán világi fennhatósággal rendelkezett, feltétel nélkül elismerte az éppen aktuális tibeti egyházfőt, mint szellemi vezetőt.

### 18. század–1950
A gyengülő mongol, majd az erősödő kínai hatalom azonban egészen a 18. század elejéig nem kerül összeütközésbe Tibetben. Az első kínai beavatkozást pedig – meglepő módon -, maguk a tibetiek kérték 1720-ban, amikor az országot megszálló dzsungár csapatok ellen külföldön kerestek támogatót.
A máig tartó kínai fennhatóságot Tibet felett az 1720-as évektől számíthatjuk, konkrétabban 1793 utántól, hiszen a kínai császár nem megszállta Tibetet, hanem inkább a mongol kánok patrónusi intézményét vette át. Kijelenthetjük, hogy az 1790-es évekig kínai sereg nem is tartózkodik állandóan Tibetben. Az állam irányítását a lhászai tibeti kormányra bízzák, a császárt pedig egy hol helytartónak (ambán), hol követnek nevezett személy képviselte. A folyamatos belpolitikai zavargások következtében a kínaiak a közvetlen beavatkozás mellett döntöttek. 1793-tól végleg megszilárdul az ambanátus intézménye, s a mindenkori tibeti kormány felett álló két ambán a fővárosban állomásozó kínai helyőrségre támaszkodva erős befolyásra tett szert. A gyakran korrupt, a császári udvarba hamis jelentéseket küldő ambánok azonban - tudatosan - instabillá tették a helyzetet az országban. A külvilágtól szinte hermetikusan elzárt Tibet hivatalos uralkodói, a dalai lámák közül négy (9-12.) meg sem érte a nagykorúságot, hanem tisztázatlan körülmények között fiatalon elhunytak, és a hatalmat gyakorló régensi intézmény is éles belpolitikai csatározások céljává vált. Mindezek következtében az ambánok, az igen kis létszámú, mindössze 3-4 ezer fős kínai csapatokkal megtámogatva, képviselték az egyetlen igazi hatalmi centrumot.
A kínai befolyás egészen a 19. század végéig konzerválódott, változást majd csak az angol térhódítás hoz a század végén. 1864-65-ben indiai brit csapatok szállták meg Bhutánt, és felderítőik révén elkezdik Tibet bevonását érdekszférájukba. A Kínában is terjeszkedni próbáló angolok 1886-ban, 1890-ben és 1893-ban több kereskedelmi egyezményt kötöttek a mandzsu császárral, amelyek következtében a britek Tibetben is kereskedelmi jogokat kaptak.
A két nagyhatalom közé beszorult Tibetben az erőskezű 13. dalai láma, Tubten Gyaco (tib.: Thub-bsztan rgja-mcho), 1895-ben átveszi a hatalmat, és külpolitikai manőverekbe kezd. Anglia a vélt orosz befolyás visszaszorítása érdekében expedíciós erőt küldött Tibetbe (1904 - A Younghusband-féle expedíció). A Lhászát megszálló brit csapatok ellen a dalai láma kínai segítségért fordult a császárhoz. A kivonuló britekkel Kína 1906-ban megköti az ún. pekingi egyezményt (április 27.), amelyben Anglia elismerte Kína hűbéri felségjogait. Az 1911-ben kitört kínai forradalom azonban lehetetlenné tett mindenféle kínai beavatkozást. 1912-re a tibetiek kiszorították a kínai csapatokat Tibetből. Ugyanebben az évben Szun Jat-szen kikiáltotta Nankingban a köztársaságot, és áprilisban, az első kiadott közleményében Tibetet, Mongóliát és Hszincsiang-ot Kína szerves részének deklarálta. Tibet és Mongólia válaszreakcióként proklamálta függetlenségét és kölcsönös barátsági és szövetségi szerződést kötöttek. A politikai és hatalmi káoszt rendezendő 1913 októbere és 1914 júliusa között hosszantartó tárgyalások kezdődtek Szimlában Nagy-Britannia, Kína és Tibet között. Az aláírt egyezmény elismeri Kína védnökségi jogát, de kimondja Tibet autonómiáját. A McMahon-vonal az országot Külső- és Belső-Tibetre osztja. Kína végül nem ratifikálta az egyezményt.
Az 1920-as években a 13. dalai láma reformokkal próbált javítani országa helyzetén. Ezek főként közigazgatási és katonai jellegűek voltak (iskolanyitás, postahivatal és postai szolgálat, távíróvonal létesítése, útépítés), ám sokszor megtörtek a konzervatív egyházi hatalmasságok ellenállásán. 1933-ban távozott az élők sorából a dalai láma. Halálával belső viszályok kezdődtek, és 1933-50 között újra a régensek kezébe került az ország vezetése. Ebben a szakaszban az USA is kapcsolatba kerül az országgal, és 1947-ben a tibeti küldöttség is részt vesz a Delhiben rendezett Ázsia Konferencián. Ebben az évben függetlenné válik India, így a britekkel való kapcsolattartás gyakorlatilag megszűnik, és India válik a tibeti külkapcsolati prioritások meghatározó tagjává, hiszen India kezességet vállalt minden, a szubkontinensre és szomszédaira vonatkozó, britek által kötött nemzetközi szerződésre. 1949-ben a Kuomintang Tajvanra menekülése után a tibetiek kiutasítják a lhászai kínai megbízottat és az egész kínai kolóniát. Az év során befejeződik a kínai polgárháború, és október 1-jén kikiáltják a Kínai Népköztársaságot.

### 1950–1959

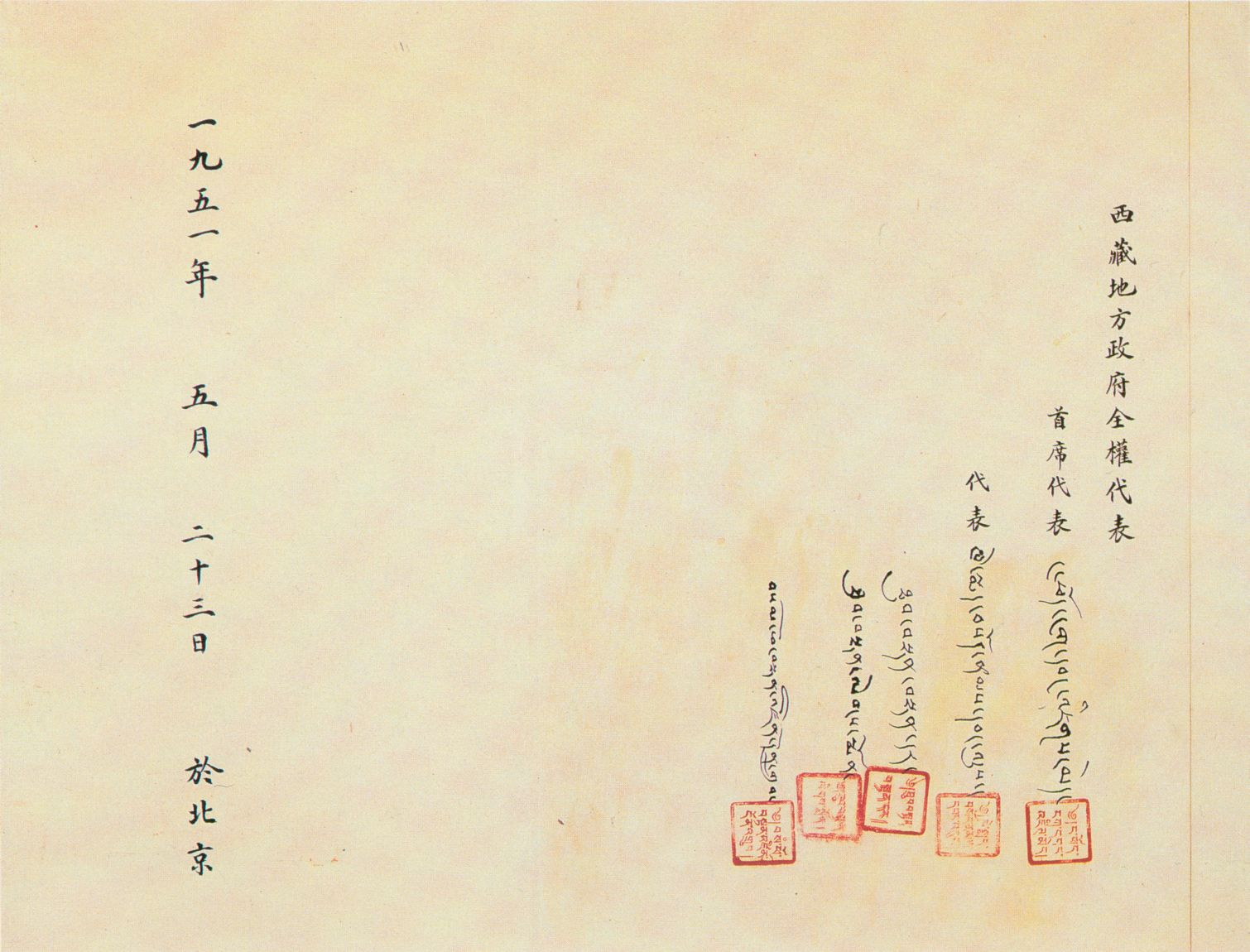
Az aláírások a Tizenhétpontos egyezmény végén

1950-ben tárgyalások kezdődnek a pekingi kormány felszólítására Tibet csatlakozásáról. Miután ezek eredménytelenül végződnek, október folyamán kínai fegyveres csapatok vonulnak Lhászába, ahol a helyiek fegyveres ellenállást tanúsítanak. A veszélyhelyzet miatt nagykorúvá nyilvánítják a 14. dalai lámát, Tendzin Gyacót (tib.: Bsztan-‘dzin rgja-mcho), aki kíséretével együtt az indiai határ közelébe menekült. 1951-ben a csamdói konferencián a kínaiak az együttműködő tibetiekkel kimondják Tibet „békés felszabadítását”, és közeledést ajánlanak a dalai lámának, amelyet ő elfogadott, s küldöttséget küldött Pekingbe, amelynek eredményeként megszületett a „Tizenhétpontos egyezmény”, amit a kínai központi kormány és a helyi tibeti kormány nevében a tibeti delegáció május 23-án aláír.
A fegyveres invázió kezdete óta az indiai határ közelében tartózkodó dalai láma 1951. augusztus 17-én érkezett vissza Lhászába. Szeptember elején Uang Dzsimei vezetésével több ezer kínai katona vonult be a fővárosba, őket később további 20.000 katona követte.
Ezek után meg kellett oldani a katonák elhelyezését és élelmezését. Noha a „17 pontos egyezményben” a kínai vezetés leszögezte, hogy gondoskodni fog a katonák élelmezéséről, az idő múlásával egyre inkább a helyi kormánytól követelték a probléma megoldását. Ennek következtében összeomlott a gazdaság, a raktározott élelmiszer mennyisége vészesen apadni kezdett, és így az addig nem tapasztalt infláció is a magasba tört. 1950-ben Tibet „primitív” országnak számított, feudális társadalmi struktúrával és pre-indusztriális gazdasággal. A kínaiak úgy emlegették Tibetet, mint a „három nagy hiány” (üzemanyag, kommunikáció, emberek), és a „három bőség” (szegénység, elnyomás, a vallási és lelkiismereti terror) országa. A modernizálás egyik első lépéseként a kínaiak megkezdték a Kínát és Lhászát összekötő két útvonal, valamint a fővárostól 90 kilométerre egy repülőtér megépítését. Az új utak erőteljesen lecsökkentették a szállítási időt, ugyanakkor, mivel Tibetben nem volt kőolaj, ill. üzemanyag, jelentős problémát és többletterhet jelentett a hiány megoldása. A dolog másik oldalát tekintve, a tibeti nép, akiknek a fejlődését szolgálta az útépítés, korántsem rendelkezett az 50-es években számottevő gépkocsival… Az utak a kínaiaknak fontos, otthonról beszerezhető használati cikkeinek árát jelentősen csökkentették, és hozzájárultak Peking azon törekvéseihez is, hogy a szomszédos országokkal lebonyolított kereskedelem csökkentésével erősödjenek a tibeti-kínai kereskedelmi kapcsolatok. Még egy szempontból vizsgálva az útépítés jelentőségét, ezáltal jóval gyorsabbá vált a kínai hadsereg utánpótlása, különösen veszélyhelyzet esetén.
1955 után kezdték megszervezni a világi oktatást. 1957-re 78 általános iskolát létesítettek, 6000 tanuló okítására (természetesen nagy hangsúlyt helyeztek a kínai állam, annak rendszere, Mao gondolatainak megismertetésére… ). A diákok számára lehetővé tették, hogy Kínába menjenek tanulni. Ezen rendelkezésekkel sikerült valamilyen haladást elérni az analfabétizmus visszaszorításában, ám sajnos az iskolák alapítása többnyire a városi területekre korlátozódott.
1955-ben a pekingi kormány felállította a Tibeti Autonóm Régió Előkészítő Bizottságát. 51 tagja közül 46 tibeti és 5 kínai volt, később számuk 55-re emelkedett (50+5). Főbb feladatai közé tartozott a helyi iparfejlődés ösztönzése a központi tervnek megfelelően, a társadalmi osztálykülönbségek csökkentése és a társadalmi összetartás elősegítése, a vallásszabadság biztosítása és a kolostorok felügyelete. Tiszteletbeli elnöke a dalai láma lett. Rendelkezéseit a kínai államtanácsnak is jóvá kellett hagynia, így tulajdonképpen meghagyta Peking vétójogát a döntéshozatalban.
1958-ra Kham és Amdo tartományban (Kelet-Tibet azon részei, amelyek nem tartoztak a fentebbi bizottság fennhatósága alá, s később sem képezték a Tibeti Autonóm Régió részét) feszültté vált a helyzet. Ez a terület távol esett Lhászától, nagyobb volt a kínaiak számaránya, és itt fokozottabban uralták a kínaiak az életet. Erőteljes propagandát folytattak, beavatkoztak az emberek életvitelébe (például nomádokat kényszerítettek a vándorló életmód felhagyására). A kelet-tibetiek az év során gerillaharcokba kezdtek, amelyet a kínai csapatok véres kegyetlenkedésekkel próbáltak elfojtani, ám ezzel ellentétes hatást értek el, s még inkább feltüzelték az embereket. A kínai kormány a tibeti kormánycsapatok segítségével akarta leverni a felkelést, akik ebbe persze nem egyeztek bele, s a tárgyalásos utat próbálták meg, sikertelenül.
A tibeti kérdés a hidegháború körülményei között óhatatlanul nemzetközi dimenziót is kapott. Az Amerikai Egyesült Államok, amely az 50-es évek elején a koreai háborúban éveken át küzdött a kínai „önkéntesek” ellen is, a tibeti ellenállás támogatásával is igyekezett minél több nehézséget okozni a kommunista Kínának. A CIA tevékeny részt vállalt a tibeti ellenállók kiképzésében, felfegyverzésében, mozgatásában.
A CIA az ST Circus kódnevű művelet keretében 259 tibeti harcost képzett ki a Colorado állambeli Camp Hale nevű hegyi táborban a híres paramilitáris kiképző szakértő, Anthony Poshepny vezetésével. Mások Saipan szigetén kaptak amerikai felkészítést. Egy részüket ejtőernyővel, másokat szárazföldi úton juttattak vissza hazájukba, ahol bekapcsolódtak az ellenállás szervezésébe, illetve hírszerző feladatokat láttak el.
1958 végére Dél-Tibet nagy része, valamint Kelet-Tibet több járása a tibeti lázadók kezére került. 1959 márciusára a fővárosban is kitörtek a zavargások, azonban a kínai hadsereg hamarosan kegyetlenül leverte a lázadást. A dalai láma közvetlen amerikai támogatásért folyamodott, de azt nem kapta meg, s 1959. március 17-én a CIA segítségével álruhában Indiába menekült, és azóta is emigrációban él Dharamszalában.
A CIA egészen 1964-ig fenntartotta Camp Hale-i táborát a tibeti ellenállók képzésére. 1974-ig Nepálban, a tibeti határ közelében, az úgynevezett Mustang királyságban volt a tibeti ellenállás központja. A hetvenes évek elején, Nixon elnök idején, amikor az amerikai-kínai viszonyban kedvező fordulat következett be, az Egyesült Államok beszüntette a tibeti ellenállók támogatását és ezután nepáli központjukat is felszámolták.

### 1960–
1987-ben a dalai láma tárgyalásokba kezdett a kínai hatóságokkal, azonban az 1989-es kínai hatalomváltás az addig kedvező irányba haladó tárgyalásokat megszakította, és tovább folytatódott a kínai elnyomó, asszimiláló politika, valamint a kínai lakosok betelepülésének elősegítése.

### Napjainkban

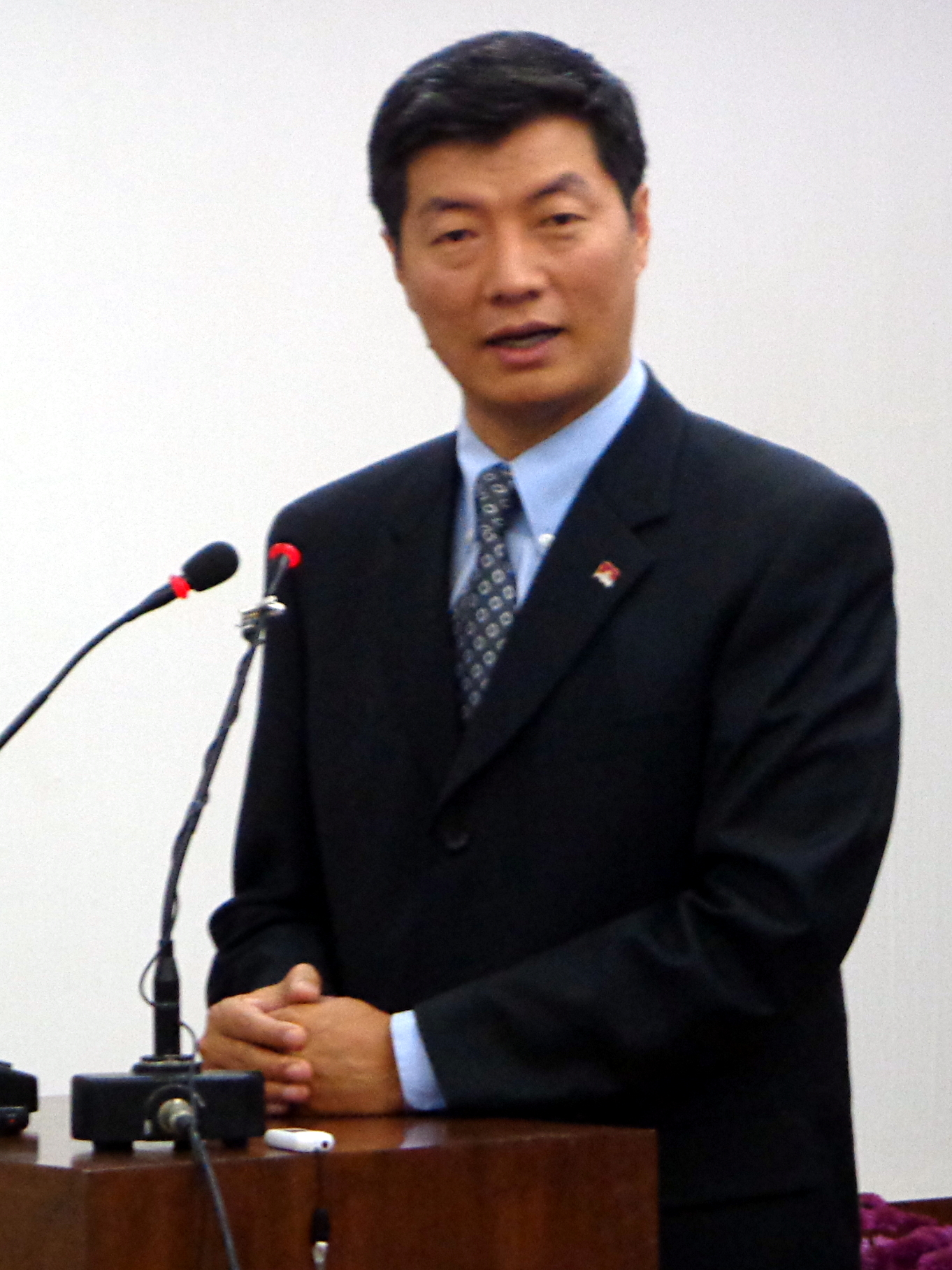
Loszang Szenge, a tibeti emigráns kormány miniszterelnöke

2008. március 14-én Lhásza utcáin összecsaptak a tibeti tüntetők és a kínai rendőrök. A gyarmatosító kínai kereskedők néhány boltját feltörték és kifosztották, tulajdonosukat bántalmazták. A kínai hatóságok a tőlük megszokott brutalitással verték le a tibeti szerzetesek által vezetett tüntetéseket, s ennek tibeti források szerint 130-140 halálos áldozata volt, köztük valószínűleg több kínai nemzetiségű is. A kínai kormány rendkívüli állapotot hirdetett az ország területére, amelyet április 4-én szüntettek meg.
2011-ben, többéves előkészítés után, a 14. dalai láma önként lemondott világi tisztségéről. 2011. április 27-én nevezték ki a Tibeti Menekült Kormány első miniszterelnökét, Loszang Szengét. Szenge a szavazatok 55%-át kapta, megelőzve Tendzin Tethong (37,4%) és Tasi Vangdi (6,4%) jelölteket. A szavazásra 83 400 tibeti volt jogosult, akiktől összesen 49 000 érvényes szavazat érkezett. Szenge 2011. augusztus 8-án tette le a miniszterelnöki esküt. 2012-től kalön tripa helyett szikjong lett az új hivatali elnevezése. Miniszterelnökként Szenge a legelejétől kezdve a legfontosabb feladatának a tibeti ügy békés és erőszakmentes rendezését tekintette. Támogatta a dalai láma által hirdetett középút megközelítést, amely valódi autonómiát biztosítana Tibet számára a kínai alkotmányban. Olyan megoldást keresnek, amellyel mindkét fél nyertesnek érezhetné magát.

### Mitikus történelem
A helyi lakosság körében mitikus történetek élnek a tibeti nép eredetét tekintve. E történetek szerint, három bodhiszattva – Mandzsusrí, Avalókitésvara és Vadzsrapáni – szállt le a Földre, és eldöntötték, hogy az addig ember által lakatlan területet benépesítik. Az egyik isten, Avalókitésvara (aki Tibet védőszentje is) hím majommá változott, majd ezt követően feleségül vett egy hegyi démont, akitől hat gyereke született: három fiú és három lány. E hat gyermektől származik Tibet népe.

## Vallás

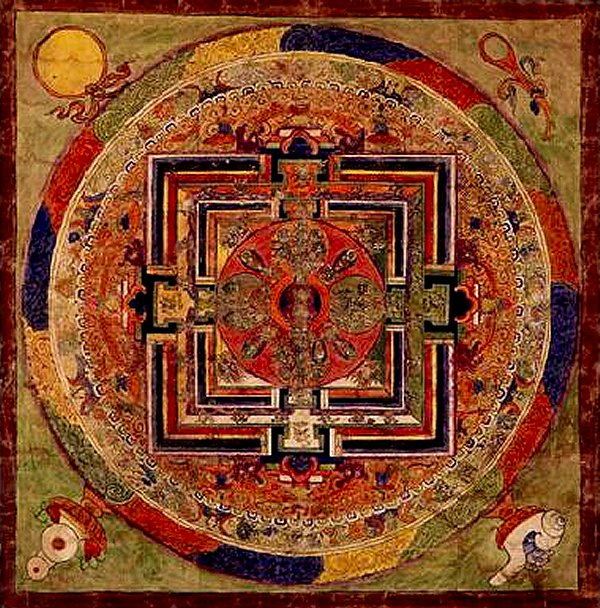
A Bardo tödol mandalája.

Tibet ősi vallása, a bon, animizmussal és sámánizmussal volt rokon. Kr. u. 630 körül jelent meg a buddhizmus, amelyet az első ismert király, Szongcen Gampo vezetett be. Jelenleg a buddhizmus elterjedt az országban. A Tibetben gyakorolt buddhista irányzatot közkeletűen a mahájána buddhizmus vadzsrajána formájának tekintik, a buddhisták egyik jogart formázó rituális tárgya, a vadzsra után. Ez a villámlás szimbóluma, de gyakran gyémántnak is hívják, ezért az irányzat másik neve a „gyémánt út”. A tibeti buddhizmus azonban a személy fejlődésétől és tanulmányi előrehaladásától függően mindhárom fő buddhista irányzatot tanítja (mahájána, hínajána, vadzsrajána).
Nyugaton az irányzat lámaizmus néven is ismert, tanítóik, a lámák (más elnevezéssel rinpocsék) után. A lámák egymást követő sora személyük reinkarnációján, a számon tartott újjászületéseken (tibeti: tulku, mongol: kubilgán öröklési rend) alapul.
A tibeti diaszpóra számos nyugati országban elterjesztette a tibeti buddhizmust. A tibeti buddhizmus követőinek száma a becslések szerint tíz és húsz millió fő között van. Egyik legjelesebb képviselője a Nobel-békedíjas 14. dalai láma (Tendzin Gyaco). A vallási élet tibeti központja Lhászában van. Itt található a legfőbb vallási vezető rezidenciája, a Potala palota. A Magyarországnál mintegy 25-ször nagyobb Tibet ma Kína egyik tartománya az 1950-es évekbeli kínai annexió következményeként. A dalai láma jelenleg Indiában él, emigrációban.
A tibeti buddhizmus tanításai szerint a létforgatag egyes állomásai, így az újjászületés és halál közti átmenetek megismerhetők, irányíthatók, és a vadzsrájána tantrikus módszereivel az új testben esedékes születés irányítható, befolyásolható. A halál után a lény mintegy negyvenkilenc napig egy köztes állapotba kerül (ez az úgynevezett bardo), ahonnan ennek leteltével egy meghatározott színű fény vezérli új létállapotába. Ez az új létállapot lehet valamelyik mennyországban, földi létben, de akár valamelyik hideg vagy forró pokolban is, ahol el kell töltenie egy bizonyos időszakot újabb reinkarnálódásáig. Hogy melyikbe kerül, és milyen minőségében (lehet ember, állat, félisten, éhes szellem) születik újjá, azt karmája dönti el. A tibeti buddhizmusban azonban a karma nemcsak előző életünk cselekedeteinek függvénye, hanem működését az új lény hasznossága is befolyásolja, amit a világmindenség számára be fog tölteni. A Bardo tödol (népszerű nevén a Tibeti halottaskönyv, hívebb fordításban a Köztes létből hallás útján való megszabadulás ) útmutatásait követve a tibetiek hite szerint az azt követő lény képes irányítani újjászületését, sőt még arra is képes, hogy az újjászületések láncolatából (szanszárából) megszabadulva elérje a nirvánát. Amikor a test meghal, a lélek vándorlásnak indul, és a legelőnyösebb módon próbál újjászületni. Már a haldoklás során egy tanult láma elkezdi a Bardo tödol felolvasását a haldoklónak, és folytatja ezt 49 napig, még akkor is, ha a reinkarnáció nem valósul meg, mivel az elhunyt ez alatt az idő alatt eléri a megszabadulás állapotát. Erre azonban igen kevés az esélye.
Az „én” stabilitása nem állandó, a létezés legalapvetőbb tulajdonsága a folytonos változás, így önmagunk állandósága is illúzió, amelyet a mögöttes tudat, a láthatatlan és megtapasztalhatatlan lélek, a rigpa kelt az élőlényben. Az élőlények különféle tudatállapotai is valójában bardók, amelyből a tibeti buddhizmus tanításai szerint hat létezik, hármat az életünk során (az emberi élet bardója, az álom bardója, a meditáció bardója), hármat a halálunkban (a haldoklás bardója, a valóság átélésének bardója, az újjászületések bardója) élünk meg. Mivel a buddhizmus célja a végleges megszabadulás a létforgatag állapotaiból, a tantrikus, vagy "rövid" út, a vadzsrajána különösen nagy hangsúlyt fektet a halál utáni állapotok megismerésére, hiszen ezeket az állapotokat uralva a hívő közelebb juthat a végső célhoz, a nirvána eléréséhez.

### Tibeti fesztiválok
A tibeti fesztiválok a tibeti emberek hagyományosan őrzött fesztiváljait jelenti, amelyek között a legfontosabbak a tibeti Újév, a Thangka fesztivál és a Sontön fesztivál. A többi fesztivál buddhista kolostorokhoz, őszi szürethez, nyári lóversenyekhez és helyi hagyományokhoz és szokásokhoz kapcsolódik. Olykor ugyanannak az ünnepnek a dátuma is eltérő lehet a különböző régiókban.
A tibeti buddista hagyomány négy nagy ünnepnapja 2015-ben tízmilliószoros Dharmacsakrás napok (erőteljes hatású) napok. 2015 a tibeti számítás szerint 2142, a Fa-Birka éve.

## Határai
Délen a Himalája vonulata, nyugaton a Karakorum-hegység, északon a Kunlun és az Altin-Tag, keleten a Jangce-Mekong-Szalven párhuzamos folyóvölgyektől a Kuku-nórig (tib. CHO NGÖNPO / MCHO SZNGON-PO / "Kék-tó" ) húzott képzeletbeli vonal.

## Magyar vonatkozás
A tibeti nyelv és történelem nemzetközileg is jelentős kutatója volt Kőrösi Csoma Sándor, az első tibeti-angol szótár megalkotója.

## Galéria

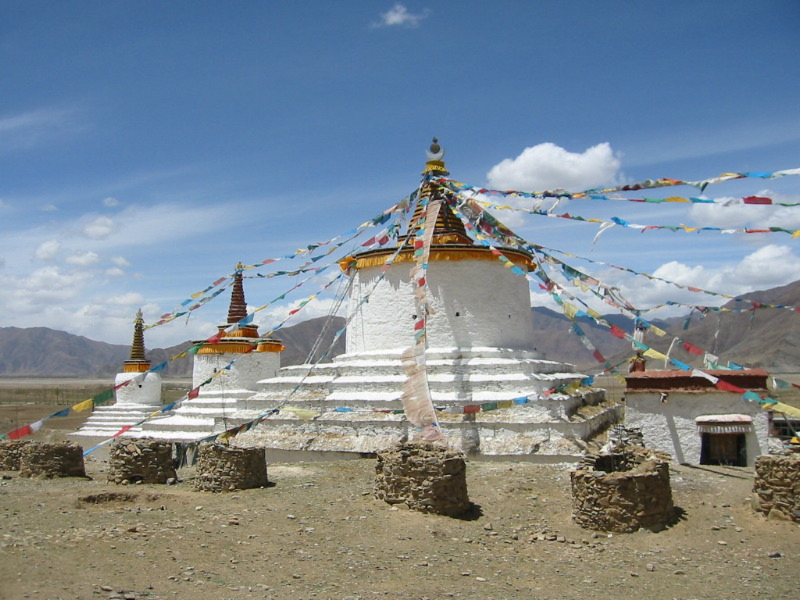
Tibeti csörten (sztúpa)
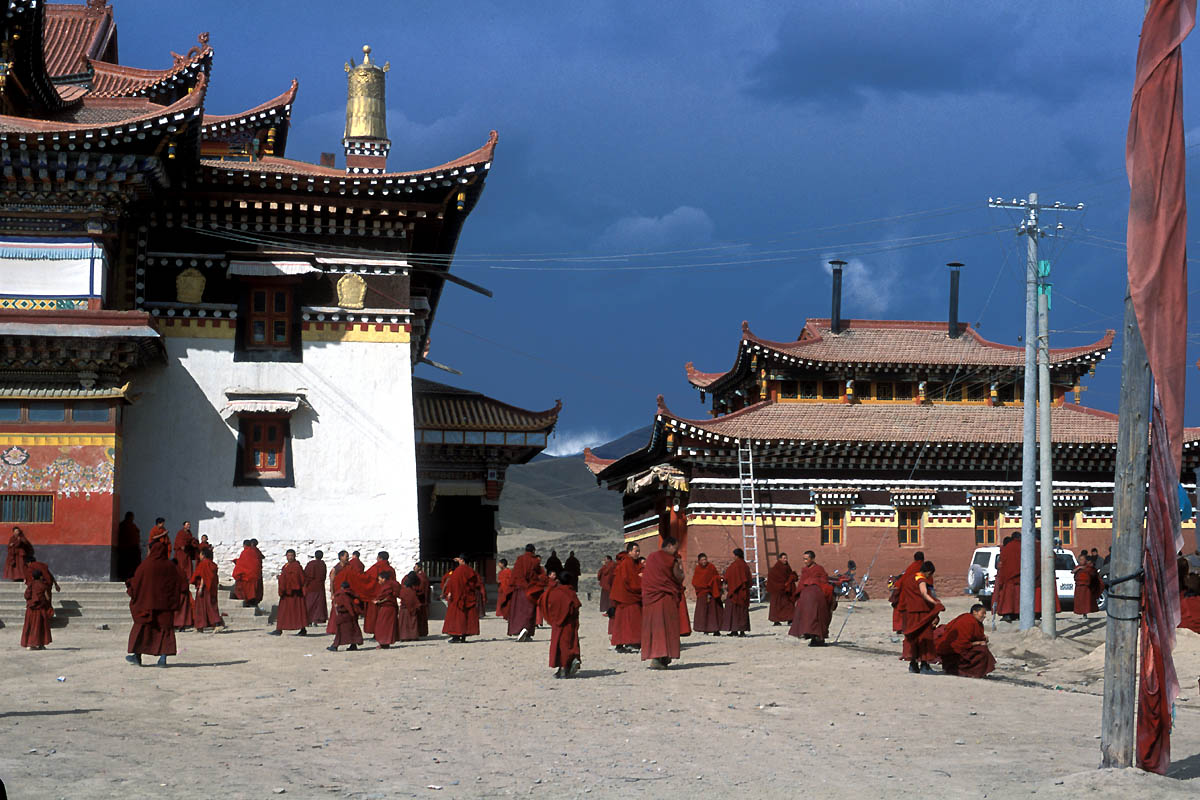
Buddhista kolostor szerzetesekkel
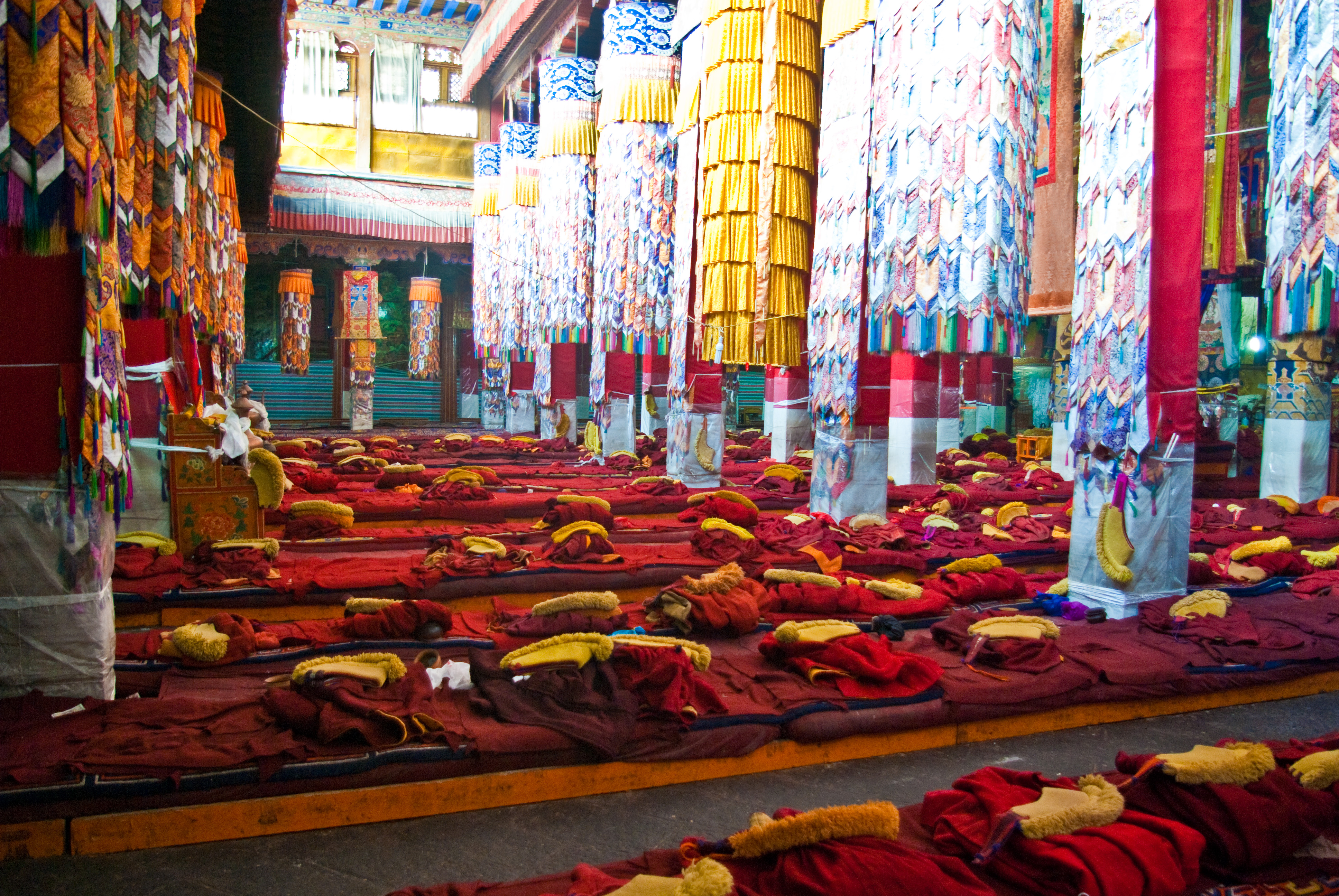
Egy kolostor imaterme belülről
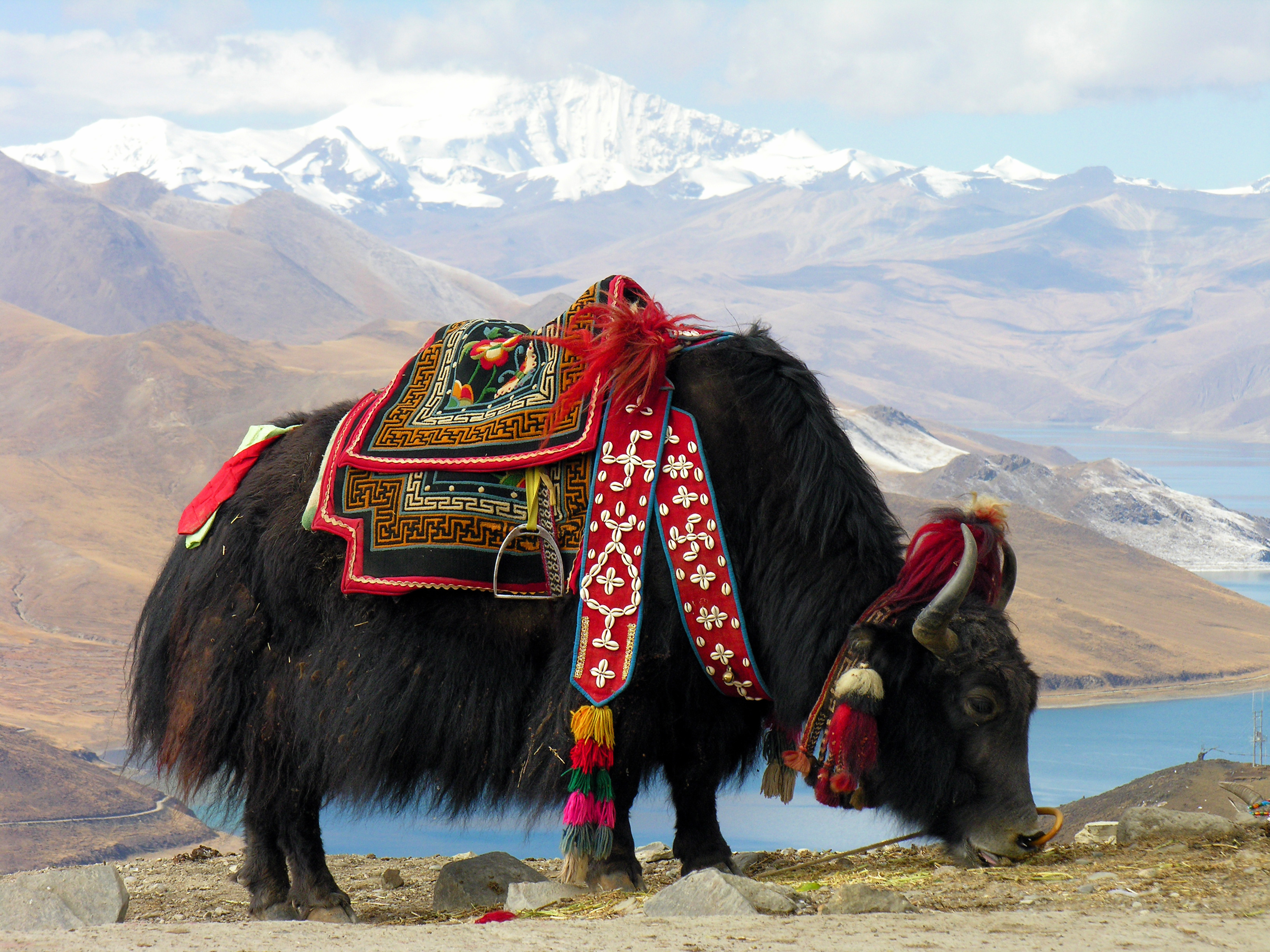
A jak fontos háziállat
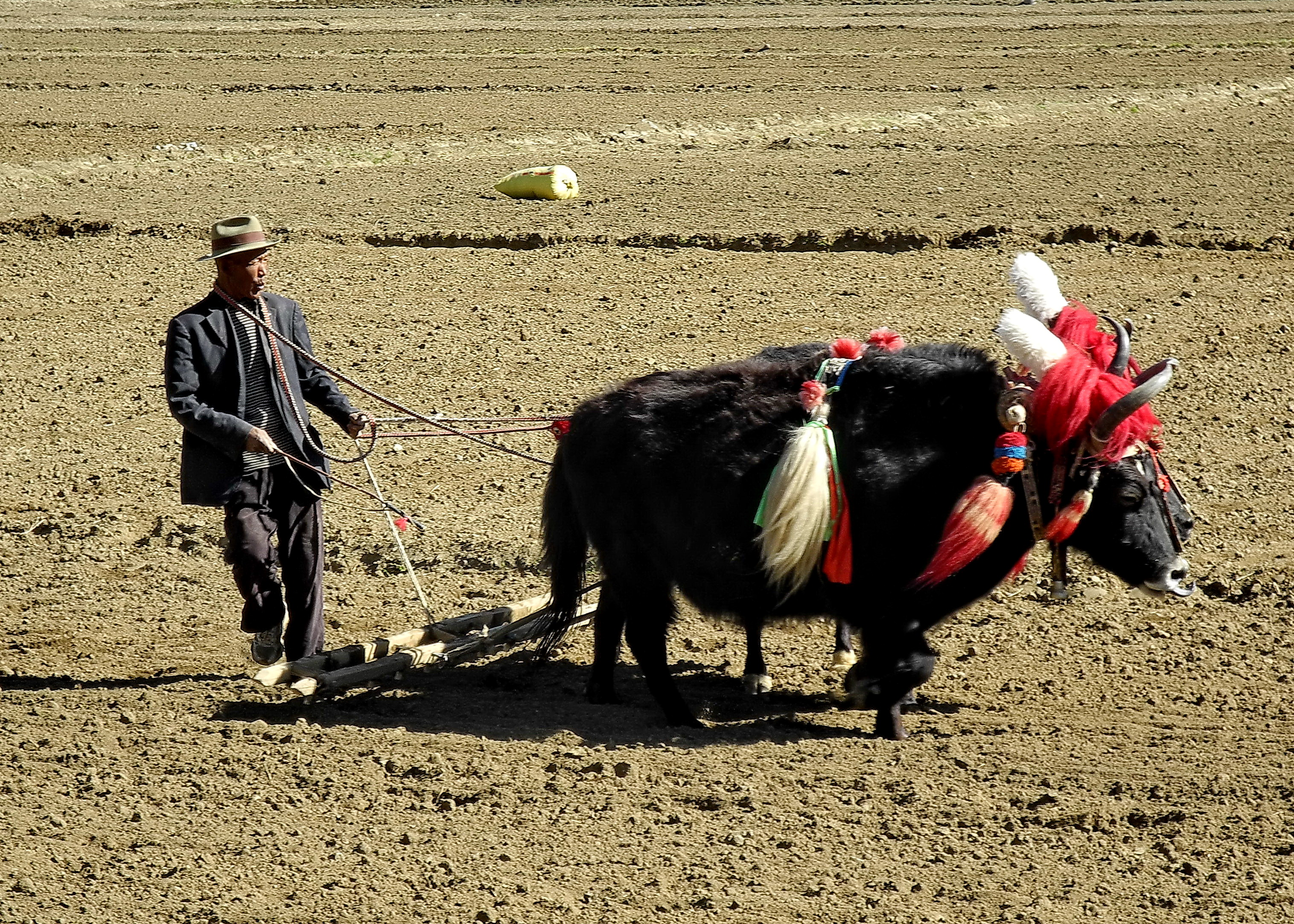
A jak földműveléshez
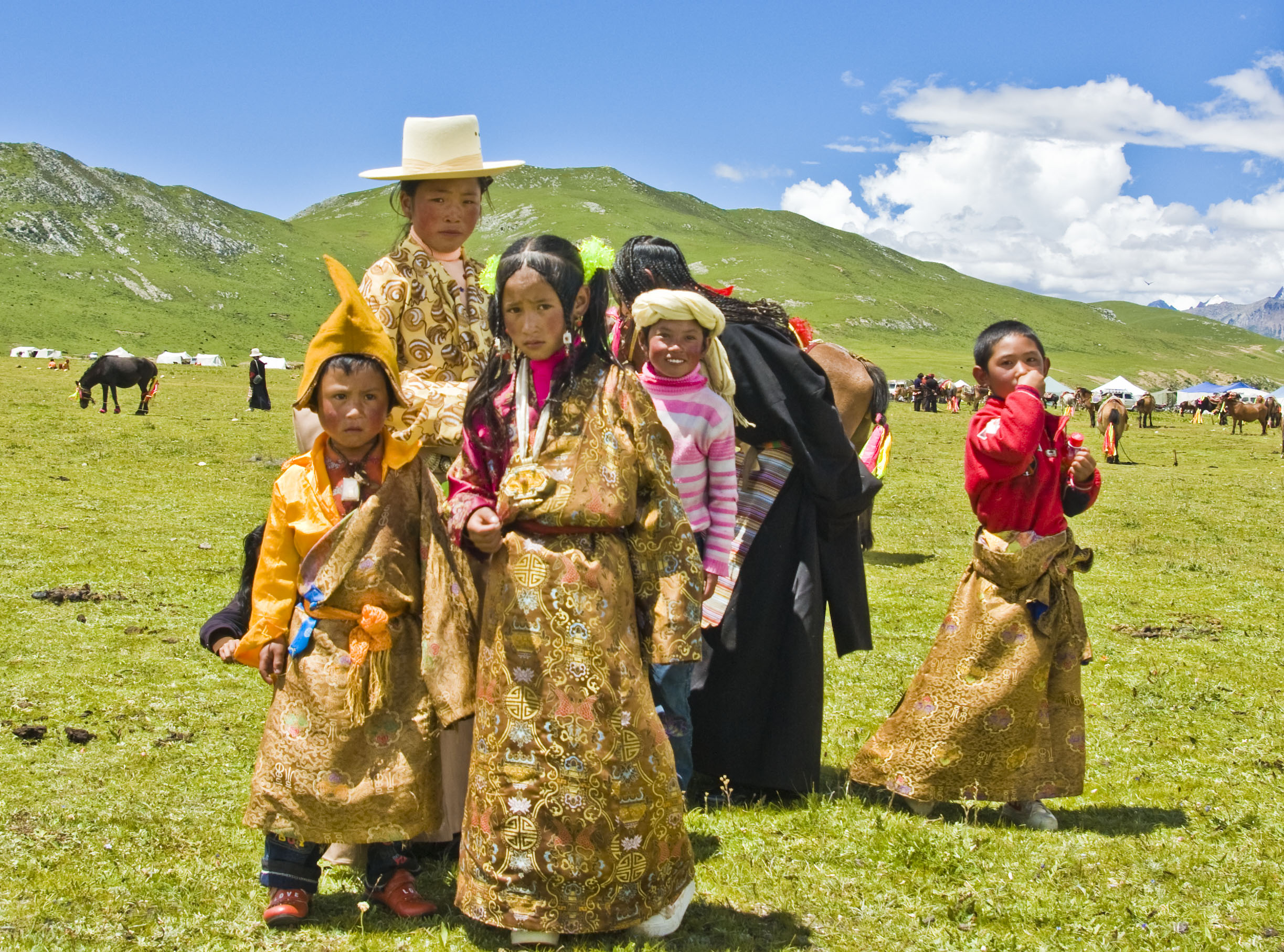
Az emberek
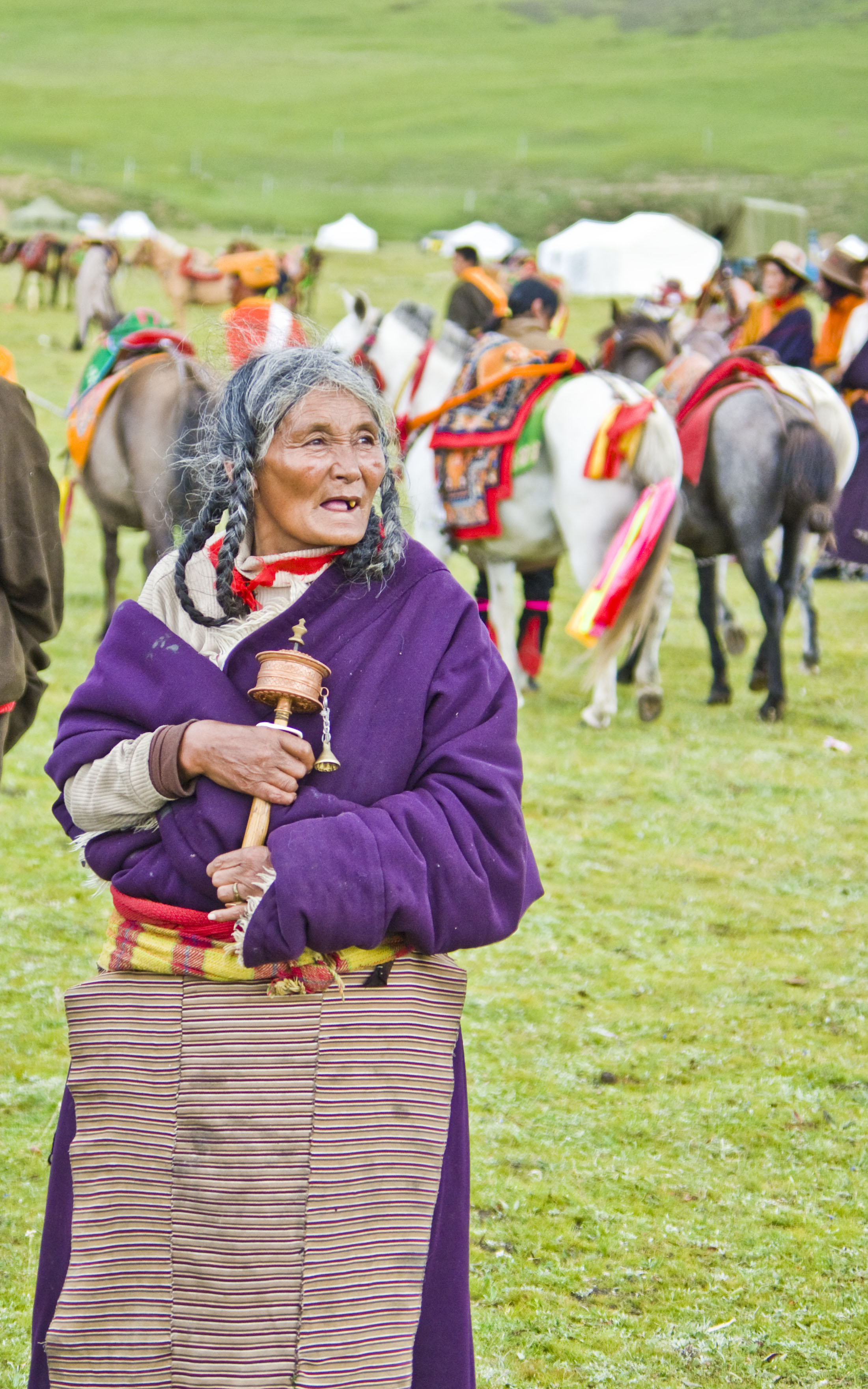
Egy idősebb asszony
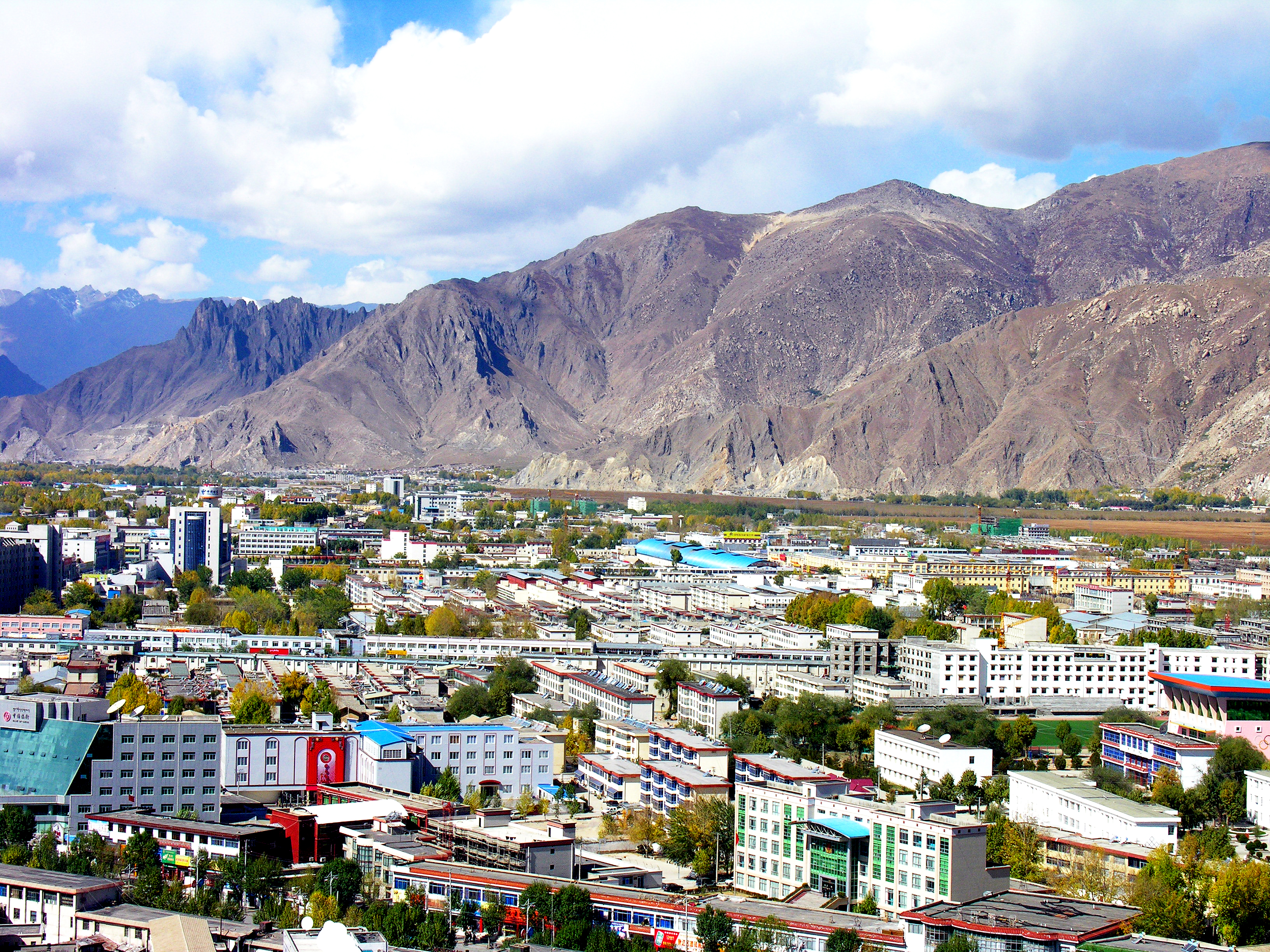
Lhásza egy képe a Potala palotából nézve
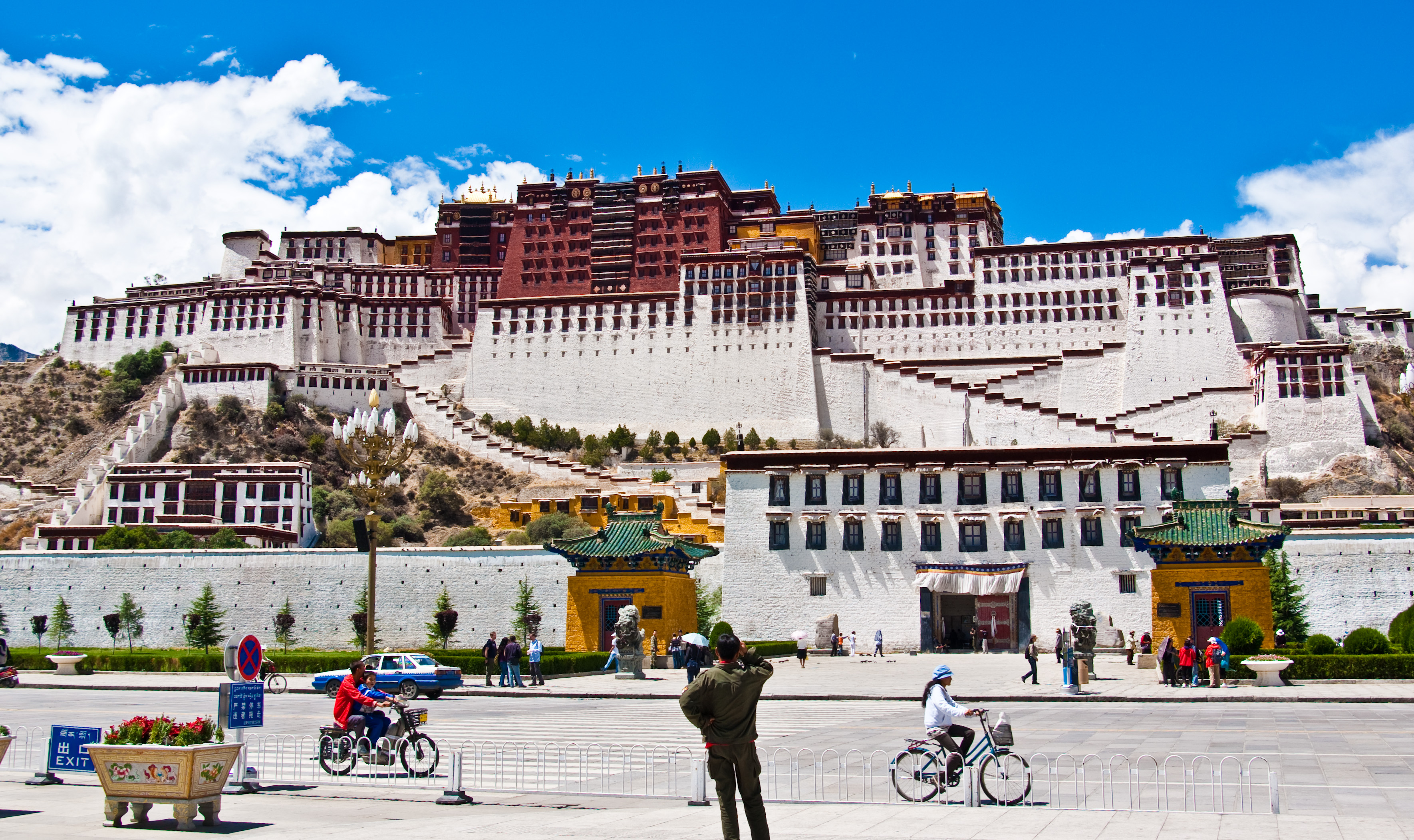
Potala palota
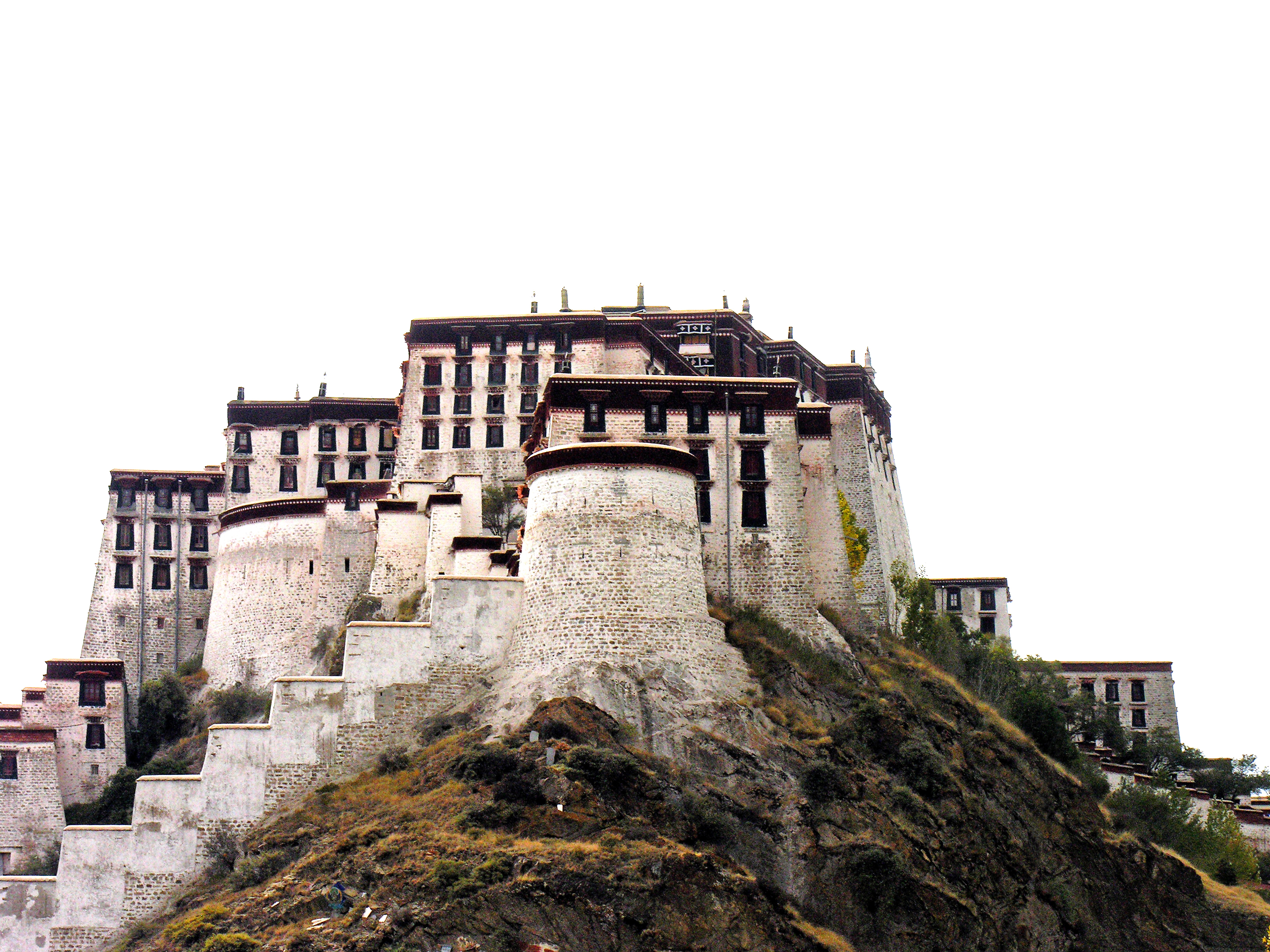
A Potala palota oldalról nézve
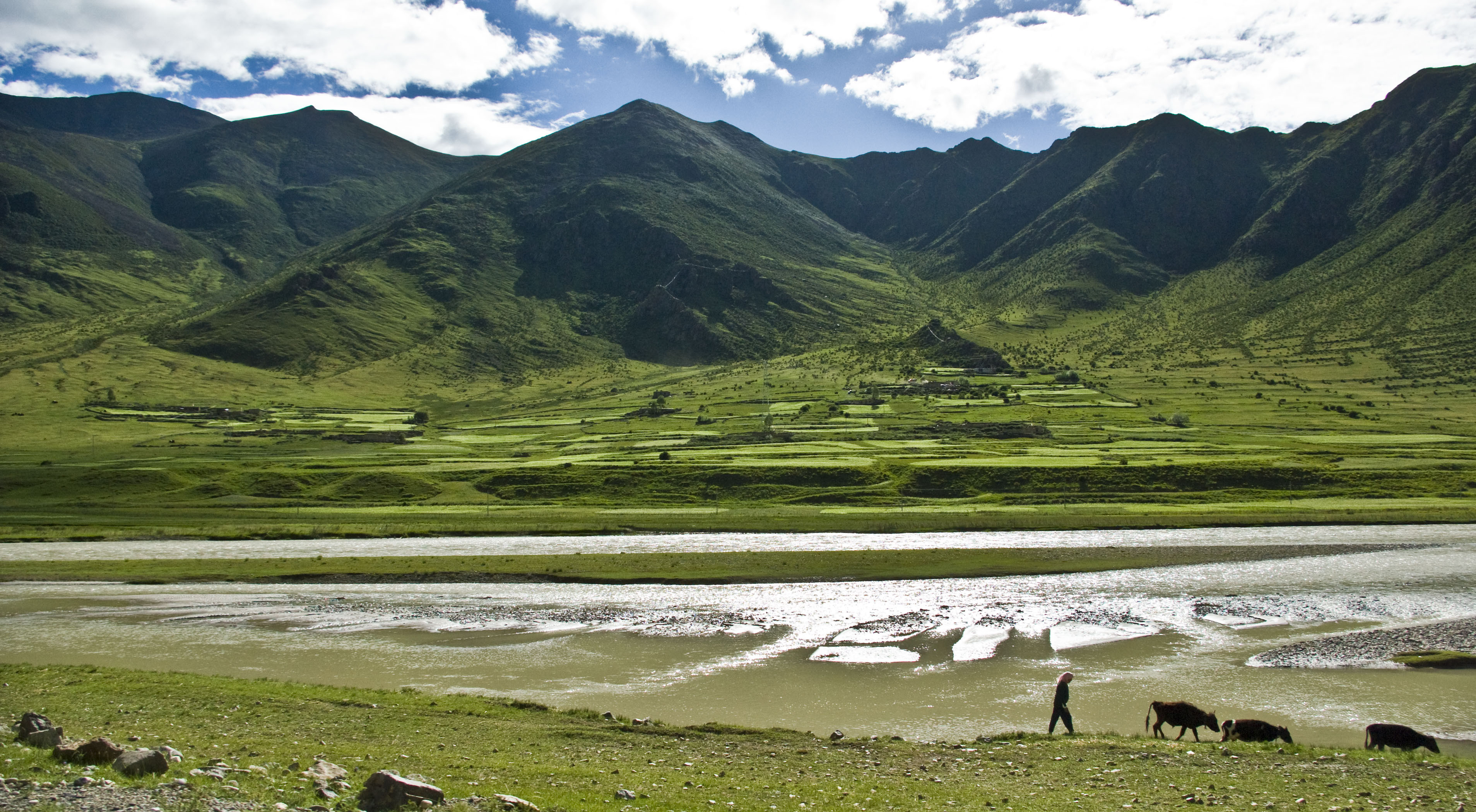
Tibet egy tájképe nyáron
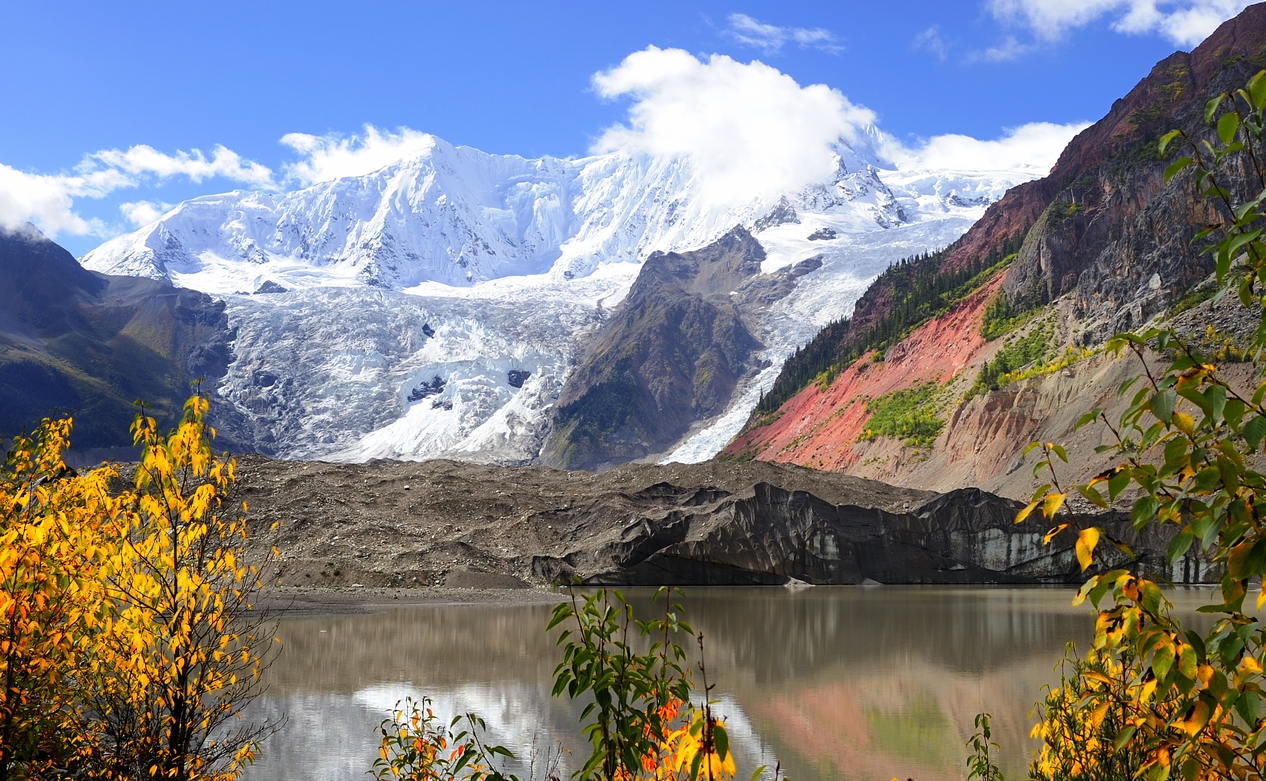
Egy másik tájkép őszi színekben
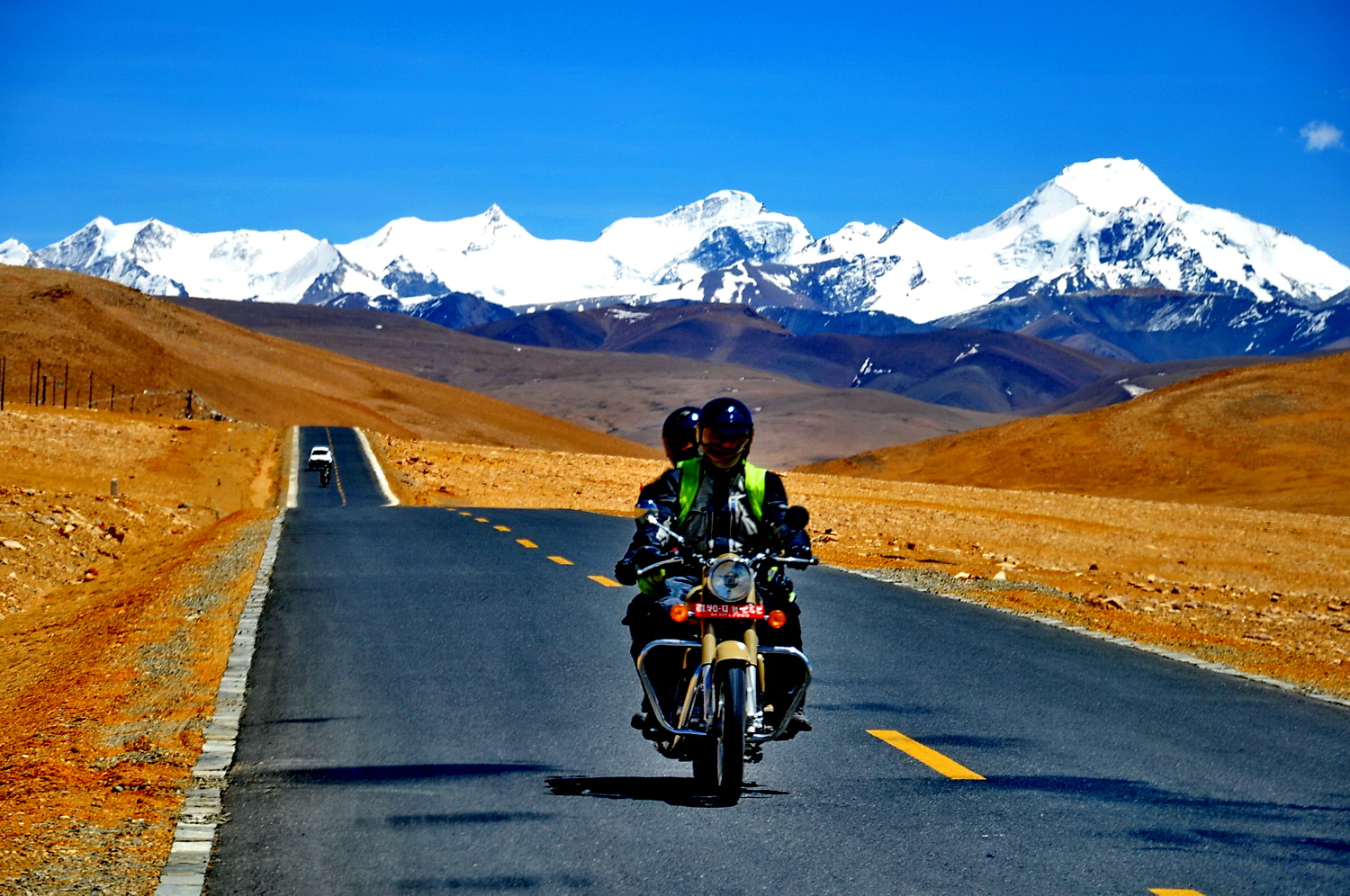
G318-as főút